# Eupithecia fulvistriga
Eupithecia fulvistriga es una especie de polilla de la familia Geometridae. La especie fue descrita por primera vez por William Warren habiendo sido descrita en 1904, con distribución en Bolivia. El sintipo de la especie fue descrita en el Chulumani a una altitud de 2000 metros (6561,7 pies).

## Descripción
El ala anterior es marrón madera, moteada y teñida de gris con una raya leonada a lo largo de la vena subcostal desde la base hasta cerca del ápice. Cuenta con un parche basal marrón grisáceo moteado de blanquecino, bordeado por una línea curva oscura y atravesado por dos líneas. En el borde interno de la fascia central en un tercio, es grueso y negro, curvado hacia afuera e indistinto en la costa, y recto y oblicuo hacia adentro desde el pliegue subcostal al submediano. Luego se vuelve nuevamente doblado hacia adentro. Desde esta línea oscura, por encima de la vena media se ve una línea sinuosa que corre hasta la mitad del margen interno. El borde externo de la fascia es oblicuo a la vena 4, y ligeramente protuberante en la 6,: Notas 1  luego oblicuo hacia adentro, bordeado hacia con negruzco en la mitad superior y con dos líneas onduladas oscuras que lo cruzan. La mancha celular es lineal, negra. Las alas posteriores son grises, más oscuras a lo largo del margen posterior, con rastros de una línea submarginal pálida y comienzos oscuros de líneas a lo largo del margen interno con una mancha celular negra.
La cara y vértice de la polilla son blanquecinos. Los hombros y el patagio son mixtos, negros y blancos. El abdomen es ceniciento, color ceniza y teñido de marrón, con un anillo basal blanco plateado. Cuenta con una envergadura de las alas de 30 milímetros (1,2 plg).